# Dolmen de El Encinal
El Encinal es un dolmen situado en la localidad alavesa de Elvillar, construido durante el Calcolítico y la Edad del Bronce .

## Descripción
Dolmen descubierto en el año 1943. Se trata de un túmulo de grandes dimensiones, formado por una cámara poligonal y un corredor. La cámara (de 2,96 mx 2,50 m y 2 m de altura) está formada por seis losas de arenisca. El corredor tiene cuatro losas y mide tres metros de largo y un metro de ancho. No tiene placa de cubierta. Está cubierta por un montículo que no sobresale mucho y está formado por la arenisca circundante.

## Monumento clasificado
En el Decreto 183/2011, de 26 de julio, se clasificaron los dólmenes de las tierras bajas del Territorio Histórico de Álava como bienes culturales con la categoría de conjuntos monumentales.
Los monumentos dolménicos de las tierras bajas del Territorio Histórico de Álava se encuentran situados en: la Llanada de Álava, principalmente en Rioja Alavesa, en Lantarón y Cuartango . Podría estar relacionado con otros similares en estructura, cronología y material de las mesetas de la Península Ibérica . Los dólmenes incluidos en el conjunto monumental son: La Cabaña de la Bruja y El Encinal (Elvillar); Lazaya, San Martín, Alto de la Huesera y Los Llanos (Guardia); El Sotillo (Leza /Guardia); La Mina y La Lastra (Lantarón); Sorginetxe (Salvatierra ); Aizkomendi (Santa María); San Sebastián Sur, San Sebastián Norte, Gurpide Sur y Gurpide Norte (Kuartango) y El Montecillo (Villabuena Álava).